# Glattmålla
Glattmålla (Atriplex laevis) är en amarantväxtart som beskrevs av Carl Friedrich von Ledebour. Glattmålla ingår i släktet fetmållor, och familjen amarantväxter. Arten förekommer tillfälligt i Sverige, men reproducerar sig inte.